# Diuris pardina
Diuris pardina (hay còn gọi là Leopard Orchid) là một loài lan sinh sống tại Úc: ở Nam Úc, Tasmania, Victoria, New South Wales và Lãnh thổ Thủ đô Úc. Loài này có lá giống cỏ và hoa màu vàng với những đốm nâu đỏ.

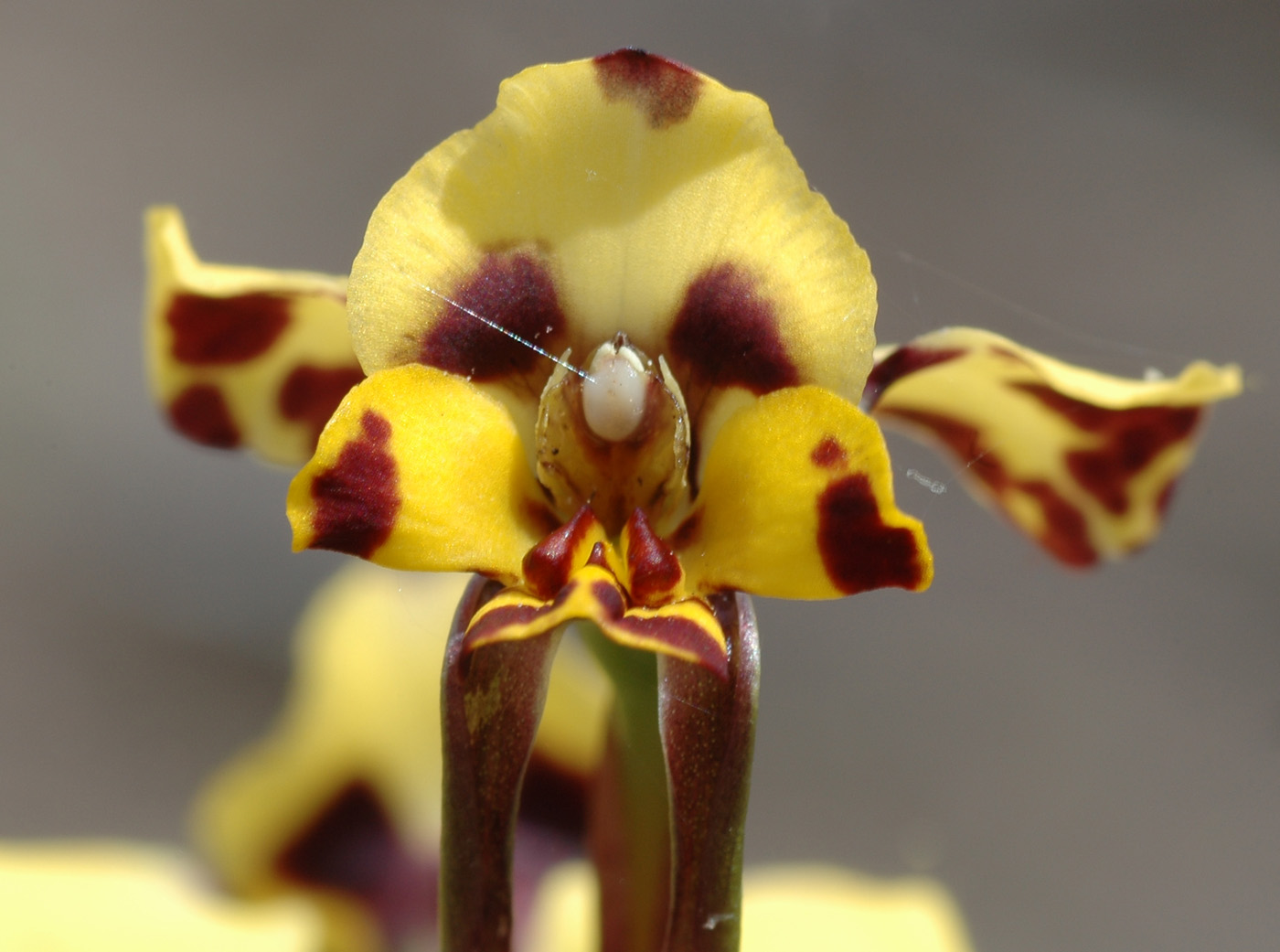
Leopard orchid Diuris pardina. Tasmania

## Hình ảnh

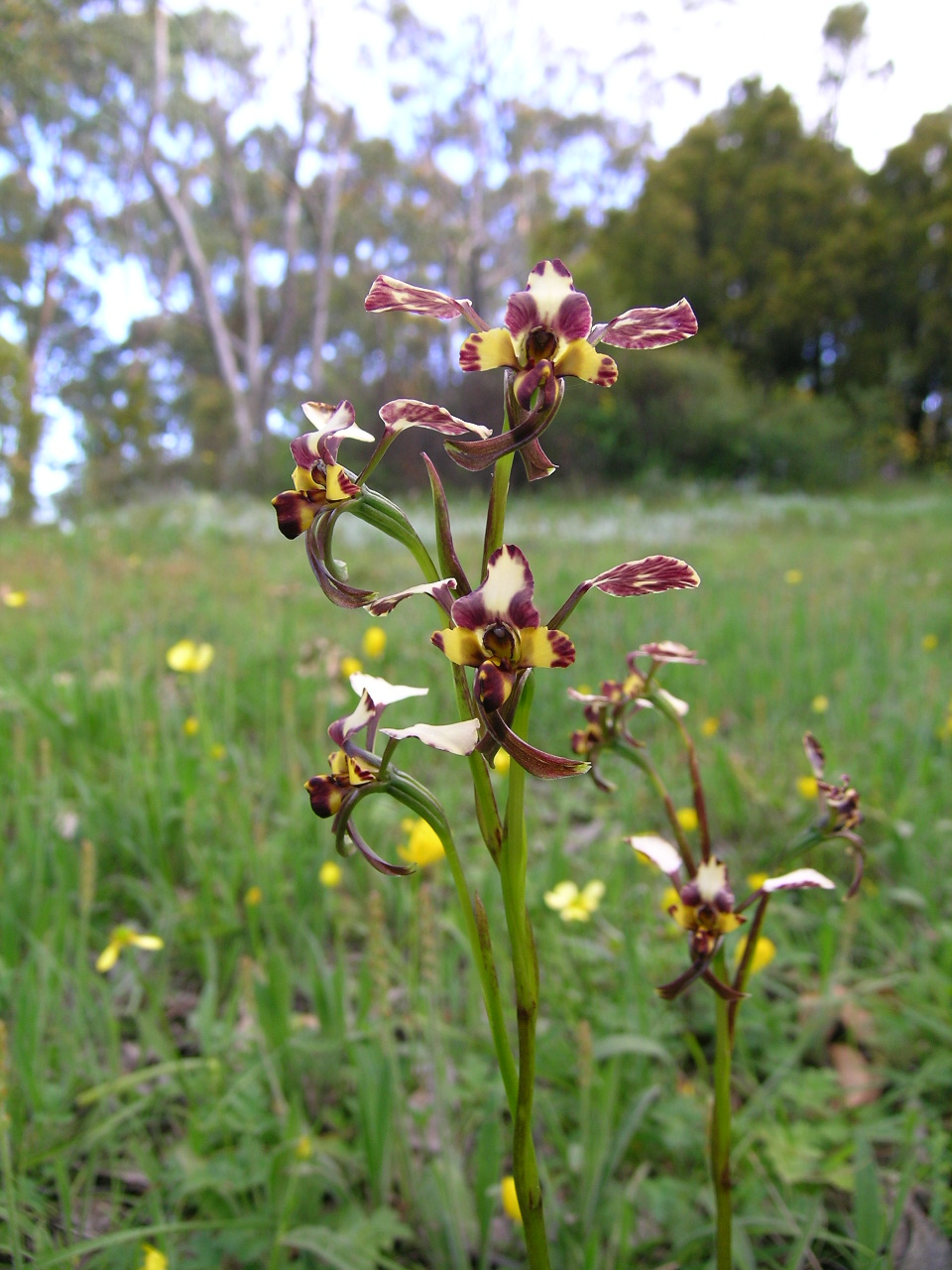
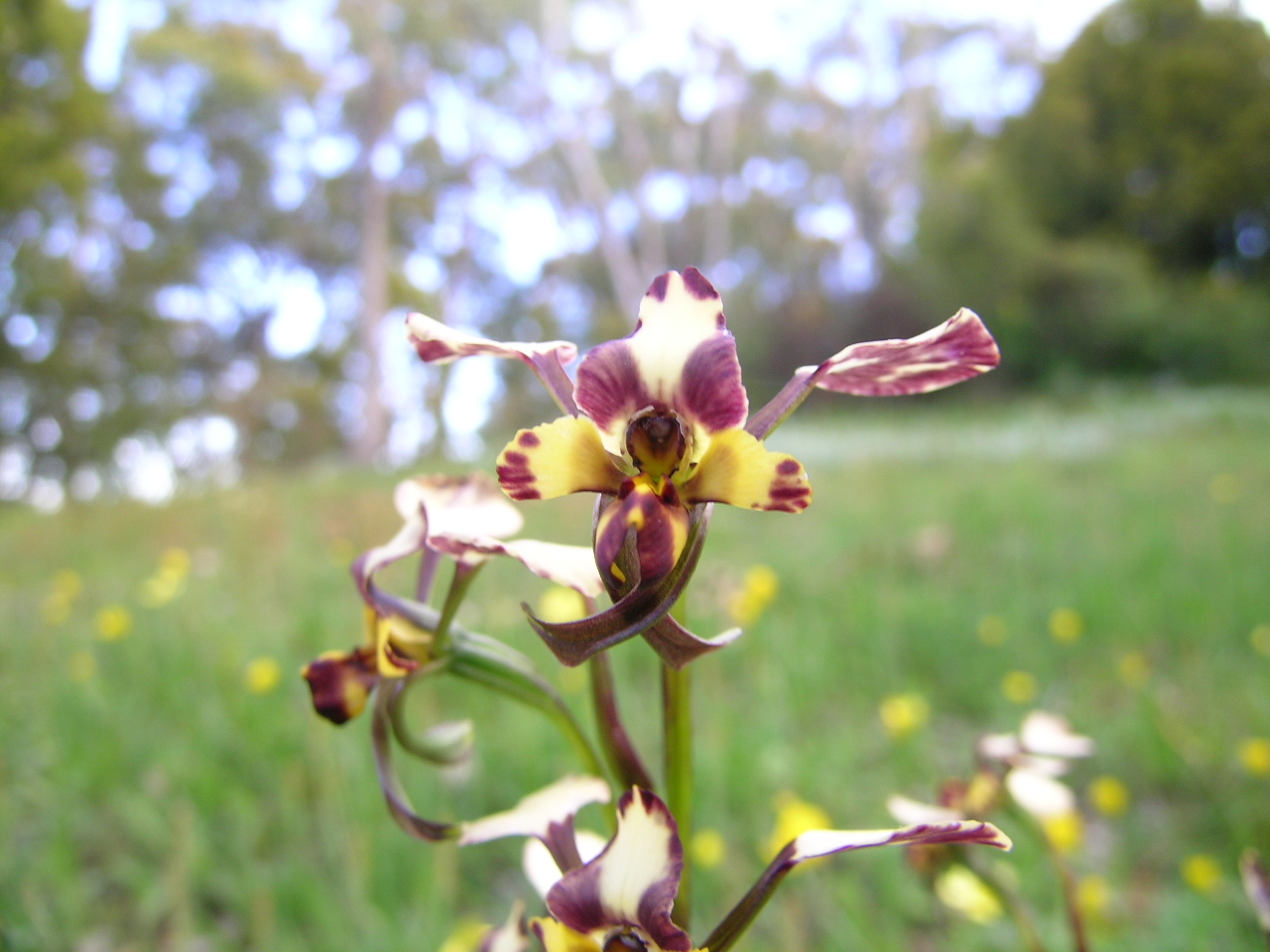